# Rosa Blanca, Veracruz
Rosa Blanca är en ort i Mexiko.   Den ligger i kommunen Atzacan och delstaten Veracruz, i den sydöstra delen av landet, 220 km öster om huvudstaden Mexico City. Rosa Blanca ligger 1 624 meter över havet och antalet invånare är 170.
Terrängen runt Rosa Blanca är bergig. Runt Rosa Blanca är det ganska tätbefolkat, med 155 invånare per kvadratkilometer. Närmaste större samhälle är Córdoba, 18,9 km sydost om Rosa Blanca. I omgivningarna runt Rosa Blanca växer huvudsakligen savannskog.